# Унержинские
Унержинские (пол. Unierzycki, Unierzyski) — дворянский род герба Ястржембец.
В прежнем Плоцком Воеводстве оседлые. Из них Иван продал в 1730 году деревню свою Унержиш (пол. Unierzyż‎); внук же его Иларий Унержинский в 1789 году назначен Подстолием Саноцким.

## Описание герба
герб Ястржембец 4 или Унержинский
Над подковою два золотые звонка, рядом. Навершие шлема как в первообразном гербе Ястршембец. Герб Ястршембец 4 (Употребляют: Унержииские) внесён в Часть 2 Гербовника дворянских родов Царства Польского, стр. 189.